# Лисенчук, Сергей Геннадьевич
Сергей Геннадьевич Лисенчук (укр. Сергій Геннадійович Лисенчук; род. 6 января 1972, Киев) — украинский футбольный арбитр Первой национальной категории. Хобби — политика. Сын футболиста и тренера Геннадия Лисенчука

## Судейская карьера
- 1996 год — арбитраж региональных соревнований любителей
- 2000 год — арбитраж любительского чемпионата Украины
- 2001 год — арбитраж матчей Второй лиги
- 2004 год — арбитраж матчей Первой лиги
- 2009 год — арбитраж матчей Премьер-лиги

В 2015 году в связи с семейными обстоятельствами принял решение завершить карьеру арбитра, обслужив 55 матчей в Премьер-лиге Украины